# Manhua
Manhua (xinès simplificat: 漫画, pinyin: Mànhuà) és el nom que es dona al còmic als països de parla xinesa: la Xina i Taiwan. A la resta del món, la paraula s'utilitza per a definir la totalitats de còmics produïts al país. Si bé a la Xina han existit narracions gràfiques anàlogues als còmics al llarg de la seua història imperial, el terme manhua va aparèixer per primera vegada el 1904 en un còmic titulat shishi manhua, en el diari de Xangai Jingzhong.
El terme engloba també formats tradicionals i propis del país com el Lianhuanhua. També existeix el terme Xin Manhua (xinès simplificat: 新漫画, pinyin: Xīn Mànhuà, literalment 'Nou Manhua') per a definir la producció realitzada a partir de la dècada del 1980 amb el mateix estil que el manga del Japó.
El terme que engloba tant el còmic com l'animació xinesa és Dongman.

## Etimologia
La paraula manhua, que vol dir dibuixos difusos, era originàriament un terme del segle xviii utilitzat en la pintura alfabetitzada xinesa. La paraula va saltar al Japó a finals del segle xviii, on es va llegir com manga. Feng Zikai, a la sèrie de 1925 anomenada Zikai Manhua, va reintroduir el terme a l'idioma xinés, amb el sentit actual referit al còmic.
Els caràcters xinesos utilitzats a la paraula manhua són els mateixos als utilitzats al manga japonès i al manhwa coreà.
També existeixen termes paral·lels, com Katong, adaptació fonètica de l'anglés Cartoon. El terme Katong es comença a utilitzar durant la dècada del 1920, originàriament referit tant a l'animació com a les vinyetes, tal com s'utilitza en anglés. A partir de la popularització del terme manhua referit al dibuix, la paraula Katong quedà reservada al cinema.
Amb la creació de la República Popular, s'atribueix a Te Wei l'encunyament de l'expressió Meishu Dianying (xinès simplificat: 美术电影, pinyin: Měishù Diànyǐng, literalment Pel·lícules de Belles Arts), quedant Katong en segon pla. Per acabar, la paraula Donghua, influenciada pel japonés, també té les seues arrels a la Dongbei Dianying Zhipianchang.

## Història

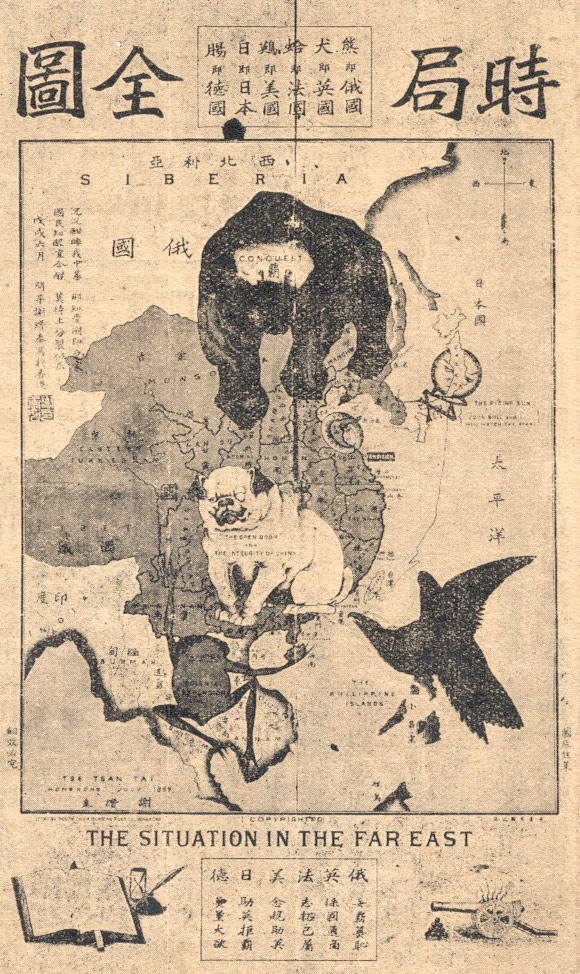
La Situació a l'Extrem Orient, una obra de 1899 de Tse Tsan-tai.

Els exemples més antics de dibuixos xinesos són relleus de pedra del segle xi aC i terrisseria del 5000 al 3000 aC. Altres exemples inclouen dibuixos de pinzell simbòlics de la dinastia Ming o un dibuix satíric de l'artista primerenc de la dinastia Qing Zhu Da. El Manhua xinés va nàixer a finals del segle xix i principis del XX, aproximadament entre els anys 1867 a 1927.
La introducció de mètodes d'impressió litogràfica derivats d'Occident va ser un pas de gegant en l'expansió de la imatge a les publicacions en paper. A partir de la dècada de 1870, apareixien dibuixos satírics en diaris i publicacions periòdiques. En la dècada de 1920, els Lianhuanhua, produïts majoritàriament a Xangai, esdevenen molt populars. Es consideren el predecessor del manhua actual.
La primera revista de còmics fon l'adaptació de Punch, publicació originària del Regne Unit. La primera obra dibuixada per una persona de nacionalitat xinesa va ser La Situació a l'Extrem Orient, de Tse Tsan-tai, impresa al Japó el 1899. Amb l'establiment de la República de la Xina el 1911, des de Hong Kong es publiquen manhua amb propaganda contra la dinastia Qing.
El 1927, onze artistes, entre ells Huang Wennong, crearien el primer estudi dedicat als còmics del país, Manhua hui. Posteriorment apareixerien més estudis, tots amb seu en Xangai, i el 1937 es crea una associació. El 1928 apareix la primera revista amb vinyetes amb acudits i còmics a l'estil occidental, Shanghai Manhua. Entre 1934 i 1937, aproximadament 17 revistes de manhua van ser publicades en Xangai.
Amb l'inici de la Segona Guerra Sinojaponesa, el 20 de setembre del 1937, Wang Dunqing crea Jiuwang Manhua, una publicació de salvació nacional amb la que declarava la guerra al Japó. A partir d'aquell moment comença l'ús del manhua per a fer propaganda de guerra, com ja ocorria als països occidentals. Tindria edicions a Nanjing, Hankou i Hong Kong, i a les seues pàgines publicarien els principals dibuixants d'esquerra. 41 artistes, el major dels quals tenia 34 anys, formaren part d'un grup que incloïa a gent com Ye Qianyu, Sheng Gongmu, Zhang Leping, Hu Kao, Wang Dunqing i Lu Shaofei. El gener del 1938 es mourien a Wuhan i treballarien per al tercer departament del govern nacionalista, baix control de Zhou Enlai i Guo Moruo. Els enfrontaments entre l'ala dreta del Guomindang i els esquerrans faria que la publicació desapareguera el juny del 1938.
De l'etapa primigenia del manhua se'n destaquen quatre títols: Sanmao, Niubizi, Wang Xiansheng i Mifeng Xiaojie, la única dibuixada per una dona.
Amb la proclamació de la República Popular de la Xina, es potencia la indústria del lianhuanhua, adaptada a la línia del Fòrum de Yan'an. A partir d'aquell moment el vessant artístic perd importància enfront del missatge polític, alhora que es prioritza la senzillesa i la facilitat de lectura. El 1951 es crea la primera revista dedicada al mitjà, Lianhuanhua Bao. Durant la dècada del 1950, temàtiques fantàstiques o que representaven a reis, princeses o deïtats comencen a desaparéixer, i se'n produeixen d'altres enaltint la figura de Mao Zedong.
A la dècada del 1950, Hong Kong esdevé un important centre productor de còmics. La revista més influent per a públic no infantil fou Manhua Shijie, apareguda el 1956, i es popularitzen personatges com Cai Shu. Tanmateix, la competència de còmics japonesos provinents de Taiwan posà en perill la indústria local, ja que les edicions pirates es venien a preus molts baixos. Tot i això, Hong Kong produiria altres personatges populars, com Old Master Q.
L'arribada de la televisió als anys setanta va suposar una revitalització de la indústria de la ciutat, ja que les pel·lícules de Bruce Lee provocaren una onada de còmics inspirats en les arts marcials. D'altra banda, el format tradicional, el lianhuantu, perd popularitat.
A la Xina Continental, el lianhuanhua perdria popularitat una dècada més tard. Paral·lelament, trobem una gran popularitat del manga japonés, gràcies a edicions pirates a baix cost fetes per editorials com la taiwanesa Tong Li, i la Sichuan Xiwang Shudian. La popularitat del manga és especialment forta a mitjans de la dècada del 1990, gràcies a publicacions pirates com Huashu Dawang, on apareixen els primers autors de Xin Manhua, el nou estil de còmic influenciat per la narrativa nipona. El govern de la República Popular suprimeix les edicions pirata i llança el 1995 el Projecte 5155, amb l'objectiu d'impulsar la indústria nacional del dongman.
A partir d'aquell moment, es consoliden dibuixants de Xin Manhua com Xia Da, Yao Feila, o Benjamin.